# 包里河
包里河（俄語：Река Баури）是萨哈林州諾格利基區的河流，长17公里，流域面积44平方公里，注入内斯基湾。

## 引用
1. ↑  М·Г·瓦西科夫斯基. . 列宁格勒: 气象出版社. 1973 （俄语）.
2. ↑  . Verumwiki.   [2024-08-22]. （原始内容存档于2024-12-17） （俄语）.